# Політіонові кислоти
Політіо́нові кисло́ти — сполуки сірки з загальною формулою HOSO2—Sn—SO2OH, де n може мати значення від 2 до 6 і більше. Політіонові кислоти нестійкі й відомі лише в розчинах. Солі політіонових кислот — політіонати — стійкіші, виділяються у формі кристалів, серед них є хелатні сполуки.

## Номенклатура
У всіх аніонах-політіонатах містяться ланцюги з атомів сірки, приєднані до кінцевих SO3H — груп. Назва політіонових кислот визначається числом атомів у ланцюжку атомів сірки:
- H2S2O6 — дитіонова кислота
- H2S3O6 — тритіонова кислота
- H2S4O6 — тетратіонова кислота
- H2S5O6 — пентатіонова кислота тощо.

## Історія
Численні кислоти і солі цієї групи мають поважну історію, а хімія систем, в яких вони існують, входить до досліджень Джона Дальтона, присвячених поведінці H2S у водних розчинах SO2 (1808). Такі розчини зараз носять ім'я Генріха Вакенродера, який провів їх систематичне вивчення (1846). Протягом наступних 60-80 років дослідження показали присутність численних іонів, зокрема тетратіонат- і пентатіонатіонів (S4O62- і S5O62- відповідно).

## Добування і властивості
В останні кілька десятиліть[коли?] в результаті роботи Г. Шмідта та інших вчених в Німеччині сформувалося нове уявлення: як H2S може реагувати з SO3 або HSO3Cl, утворюючи тіосульфатну кислоту H2S2O3, так само в аналогічній реакції з H2S2 утворюється «дисульфанмоносульфонова кислота» H2S2SO3H; подібним чином полісульфани H2Sn (n = 2-6) дають HSnSO3H. Реакції з обох кінців полісульфанового ланцюга призводять до утворення «полісульфандисульфонових кислот» HO3SSnSO3H, які частіше називають політіоновими кислотами. Відомо багато способів синтезу цих кислот, проте механізм реакції залишається неясним, зважаючи на велике число одночасних і конкурентних реакцій окиснення-відновлення, катенації і диспропорціювання.